# Demo Morselli
Demo Morselli (Reggio Emilia, 12 novembre 1961) è un trombettista, polistrumentista, compositore, direttore d'orchestra, arrangiatore e personaggio televisivo italiano.
È conosciuto principalmente come leader della Demo Big Band Orchestra composta da una ventina di elementi, che ha fatto parte del cast dei programmi di successo quali Buona Domenica e Maurizio Costanzo Show, entrambi su Canale 5.

## Biografia
Originario di Rolo, piccolo paese della bassa emiliana, nasce in una famiglia di trombettisti (padre, zii, cugini) e si diploma al Conservatorio Girolamo Frescobaldi di Ferrara. Subito dopo gli studi, Morselli si è dedicato prevalentemente alla musica classica, lavorando nei più importanti teatri italiani per quindici anni, tra cui La Scala di Milano (smentito dallo stesso Morselli nel programma Bella Mà su RAI 2 del 23/02/2024), per poi passare progressivamente al jazz e alla musica leggera.
Tra il 1985 e il 1986 suona nell'orchestra di Ray Charles ("a lui piaceva stare con noi musicisti, sentire il nostro inglese maccheronico e bere whiskey").
Nel 1986 prende parte al tour-spettacolo dei Pooh, Giorni infiniti Live Tour, con giochi di luci e palco girevole: in un numero di Epoca che promuove il tour, Morselli viene presentato come la prima tromba della Scala.
Nel 1992 affronta un tour con Eugenio Finardi che lo porterà a contatto con musicisti quali Faso, Christian Meyer, Vittorio Cosma, Amedeo Bianchi, Fabrizio Consoli e Francesco Saverio Porciello. Assieme ad alcuni di loro fonda la Biba Band, formazione che interpreta cover del repertorio fusion di Weather Report, Joe Zawinul e Jaco Pastorius.
Nel 1993 produce l'album "Era Vulgaris" della band Bluesmobile; partecipa all'album Il Vento Matteo di Paola Massari. Nello stesso anno, incide l'assolo di tromba in Ho messo via di Luciano Ligabue, contenuta nell'album Sopravvissuti e sopravviventi.
Si occupa inoltre dell'arrangiamento dei brani Il ballerino  (1994) e Umano (1997) per Jovanotti.
Nel 1995 suona nell'album Naco di Giuseppe “Naco” Buonaccorso (†1996).
A partire dall'edizione 1996-'97 (con Fiorello) fino al 2005 è nel cast televisivo di Buona Domenica su Canale 5, accompagnato dalla Demo Big Band Orchestra.
Nel 1997 partecipa alla colonna sonora del film Auguri professore; cura inoltre le musiche di Lucignolo (1999).
Ha partecipato anche ai film Body Guards - Guardie del corpo, sotto la regia di Neri Parenti nel 2000, mentre suona con la sua band Spank e My Mambo, e a Vita Smeralda, regia di Jerry Calà nel 2006, nel ruolo di sé stesso.
È nel cast del programma televisivo Tutte le mattine, condotto da Maurizio Costanzo, per due edizioni (2004/2006).
Nel 2008 lascia Mediaset per andare a lavorare in Rai, dove partecipa a Quelli che il calcio su Rai 2. Ha partecipato con la sua orchestra pure a Dimmi la verità (con Monica Hill), Chi fermerà la musica, programma musicale di Rai Uno condotto da Pupo, ed alla Partita del cuore 2008.
Nel 2009 e nel 2010 è stato arrangiatore e direttore d'orchestra per la Rai alla 52ª e 53ª edizione del Festival di Castrocaro, condotte da Elisa Isoardi e Fabrizio Frizzi.
Nel maggio 2011 ha diretto l'orchestra nel programma tv I Love Italy di Rai 2.
Per il teatro progetta il musical Elephant Man (2012) con il regista Tato Russo - basato sulla storia di Joseph Merrick, divenuto famoso in epoca vittoriana per la sua estrema deformità - realizzato interamente con proprie composizioni originali e sotto la sua direzione; successivamente, l'allestimento è stato accantonato in assenza di una produzione.
Dal 24 settembre 2012 partecipa al programma I fatti vostri su Rai 2 come direttore d'orchestra, per sette edizioni consecutive. Per impegni professionali, Morselli ha preso parte all'edizione 2017/2018 della trasmissione I fatti vostri dal 1º novembre 2017. Nell'estate del 2017 è impegnato in giro per l'Italia con Hit Parade Tour 2017 assieme a Marcello Cirillo.
Dal 23 marzo 2020, lui e la sua band non sono più presenti nel programma, a causa della pandemia di COVID-19.
Nel 2022 intraprende nuovamente insieme a Marcello Cirillo l'Hit Parade Summer Tour, a cui partecipano anche Annalisa Minetti e Luisa Corna.
Appare in un cameo nel film Lamborghini - The Man Behind the Legend del 2022, di Bobby Moresco, dove interpreta il conduttore dell'orchestra, che accompagna l'attore che interpreta Tony Renis.

## Vita privata
È sposato con Lucia Montella, sua manager.

## Discografia parziale
- 1982: A pag'a pagu, album di Franco Madau
- 1985: Finalmente ho conosciuto il conte Dracula..., album di Mina
- 1986: Enrico VIII, album di Enrico Ruggeri
- 1986: Ippopotami, album di Roberto Vecchioni
- 1986: Nuovi eroi, album di Eros Ramazzotti
- 1986: Il fiume, album di Garbo
- 1986: Io e Red, album di Red Canzian
- 1986: Difesa francese, album di Enrico Ruggeri
- 1986: Baci rossi, album di Nada
- 1987: Sogni e ridi, album di Mario Acquaviva
- 1987: Miss Baker, album della Premiata Forneria Marconi[23]
- 1987: C'è poesia due, album di Loretta Goggi
- 1987: OK Italia, album di Edoardo Bennato[24]
- 1987: Dolce Italia, album di Eugenio Finardi
- 1988: Alessandro Bono, album di Alessandro Bono
- 1988: Vinti e vincitori, album di Aida Cooper
- 1988: Stefano Ruffini, album di Stefano Ruffini
- 1989: Aida, album di Aida Cooper
- 1989: Il suono del Gatto, album di Gatto Panceri
- 1989: Il vento di Elora, album di Eugenio Finardi
- 1990: Le nuvole, album di Fabrizio De André[25][26]
- 1990: Giovani Jovanotti, album di Jovanotti
- 1990: Oracoli, album di Pierangelo Bertoli
- 1990: La forza dell'amore, album di Eugenio Finardi
- 1991: Una tribù che balla, album di Jovanotti
- 1991: Benvenuti in paradiso, album di Antonello Venditti
- 1991: Sotto il vulcano, album di Marcella Bella
- 1991: Millennio, album di Eugenio Finardi
- 1991: Matto come un gatto, album di Gino Paoli[27]
- 1991: Sogni... è tutto quello che c'è, album di Raf
- 1991: Sotto 'o sole, album di Pino Daniele[28]
- 1992: Il cielo è blu sopra le nuvole, album dei Pooh[29]
- 1992: Lorenzo 1992, album di Jovanotti
- 1992: Il paese dei balocchi, album di Edoardo Bennato[30]
- 1992: Ti penso, album di Massimo Ranieri
- 1992: Canzoni con il naso lungo, album di Cristiano De André
- 1992: La voce magica della luna, album di Irene Fargo
- 1993: Esco dal mio corpo e ho molta paura, album degli Elio e le Storie Tese[31][32]
- 1993: Sopravvissuti e sopravviventi, flicorno, album di Luciano Ligabue[33]
- 1993: Gli anni miei, album di Pierangelo Bertoli
- 1993: Un po' di più, album di Nino Buonocore
- 1993: Bambolina, album di Luca Madonia
- 1993: Ufficialmente dispersi, album di Loredana Bertè
- 1993: Alba argentina, album di Rossana Casale
- 1993: Fai col cuore, album di Roby Facchinetti
- 1993: Confini, album di Grazia Di Michele
- 1993: Giorgio Conte, album di Giorgio Conte
- 1993: Edmonda canta Edmonda - Le mille voci dell'amore (Roma Paris New York), album di Edmonda Aldini
- 1994: King Kong Paoli, album di Gino Paoli[34]
- 1994: I soliti accordi, album di Enzo Jannacci[35]
- 1994: Lorenzo 1994, album di Jovanotti
- 1994: Doppio lungo addio, album di Massimo Bubola
- 1994: Gente comune, album di Fiorella Mannoia
- 1994: Cantautori 2, album di Anna Oxa
- 1994: Daniele Silvestri, album di Daniele Silvestri
- 1994: Angelo, album di Ron
- 1994: L'imperfetto, album di Renato Zero[36]
- 1995: Lorenzo 1990-1995, album di Jovanotti[28]
- 1995: Sulle tracce dell'imperfetto, album di Renato Zero
- 1995: Manifesto, album di Raf
- 1995: Prima di essere un uomo, album di Daniele Silvestri
- 1995: La donna il sogno & il grande incubo, album degli 883
- 1995: Le ragazze fanno grandi sogni, tromba, album di Edoardo Bennato[37]
- 1996: Eat the Phikis, album di Elio e le Storie Tese[38]
- 1996: Blu, album di Fabio Concato
- 1996: Nonostante tutto…, album dei Dirotta su Cuba[39]
- 1997: Lorenzo 1997 - L'albero, album di Jovanotti
- 1998: Ogni centimetro del mondo, album di Stefano Zarfati
- 1998: Amore dopo amore, album di Renato Zero
- 1999: Portami con te, album di Gigi D'Alessio
- 2002: Lorenzo 2002 - Il quinto mondo, album di Jovanotti[40]
- 2002: Uno-dué, album di Daniele Silvestri
- 2003: Che fantastica storia è la vita, album di Antonello Venditti[41]
- 2003: Noi, le donne noi, album di Ornella Vanoni
- 2006: L'ultimo amore, album di Mariano Apicella
- 2007: Il latitante, album di Daniele Silvestri[42]
- 2008: Studentessi, album di Elio e le storie tese